# سان بيدرو بالمايتشيس
بلدية سان بيدرو بالمايتشيس (بالإسبانية: San Pedro Palmiches)‏، هي إحدى بلديات مقاطعة قونكة إحدى مقاطعات إسبانيا، و التي تقع في منطقة قشتالة لا منتشا وسط البلاد, و المائلة لجهة الشرق من إسبانيا.
يبلغ عدد سكانها 101 نسمة وفقاً لإحصائية سنة (2007).